# Russische Poolbillard-Meisterschaft 2010
Die russische Poolbillard-Meisterschaft 2010 war ein Poolbillardturnier, das vom 15. bis 18. November 2010 in Sankt Petersburg ausgetragen wurde. Ermittelt wurden die nationalen Meister in den Disziplinen 8-Ball, 9-Ball, 10-Ball und 14/1 endlos.
Erfolgreichster Spieler war Ruslan Tschinachow. Er wurde zum ersten Mal Russischer Meister im 14/1 endlos und schaffte im 9-Ball durch einen Finalsieg gegen Konstantin Stepanow die Titelverteidigung. Bei den Damen war Darja Sirotina mit jeweils zwei Gold- und Bronzemedaillen am erfolgreichsten.

## Medaillengewinner
| Wettbewerb           | Gold                    | Silber                  | Bronze                  |
| -------------------- | ----------------------- | ----------------------- | ----------------------- |
| Herren – 14/1 endlos | Ruslan Tschinachow      | Konstantin Stepanow     | Leonid Michailow        |
| Herren – 14/1 endlos | Ruslan Tschinachow      | Konstantin Stepanow     | Sergei Nikitin          |
| Herren – 10-Ball     | Jegor Plischkin         | Jewgeni Buslajew        | Roman Prutschai         |
| Herren – 10-Ball     | Jegor Plischkin         | Jewgeni Buslajew        | Dawid Maslow            |
| Herren – 8-Ball      | Roman Prutschai         | Witali Pawluchin        | Dawid Maslow            |
| Herren – 8-Ball      | Roman Prutschai         | Witali Pawluchin        | Konstantin Stepanow     |
| Herren – 9-Ball      | Ruslan Tschinachow      | Konstantin Stepanow     | Leonid Michailow        |
| Herren – 9-Ball      | Ruslan Tschinachow      | Konstantin Stepanow     | Jegor Plischkin         |
| Damen – 14/1 endlos  | Darja Sirotina          | Anna Maschirina         | Anastassija Netschajewa |
| Damen – 14/1 endlos  | Darja Sirotina          | Anna Maschirina         | Darja Utjugowa          |
| Damen – 10-Ball      | Anastassija Netschajewa | Anna Maschirina         | Rosa Ryschikowa         |
| Damen – 10-Ball      | Anastassija Netschajewa | Anna Maschirina         | Darja Sirotina          |
| Damen – 8-Ball       | Darja Sirotina          | Natalja Seroschtan      | Anastassija Netschajewa |
| Damen – 8-Ball       | Darja Sirotina          | Natalja Seroschtan      | Anna Maschirina         |
| Damen – 9-Ball       | Natalja Seroschtan      | Anastassija Netschajewa | Darja Sirotina          |
| Damen – 9-Ball       | Natalja Seroschtan      | Anastassija Netschajewa | Xenija Karkawina        |